# Нюбридж
Вижте пояснителната страница за други значения на Нюбридж.
Нюбридж (на английски: Newbridge; на ирландски: Droichead Nua, Нов мост) е град в централната източна част на Ирландия. Намира се в графство Килдеър на провинция Ленстър на около 50 km западно от столицата Дъблин и на 11 km също западно от административния център на графството Нейс. Населението му е 17 042 жители от преброяването през 2006 г. 

## История
Първите сведения за града датират от 13 век. Има жп гара от 4 август 1846 г. Колежът на града е създаден през 1852 г. Църквата „Сейнт Конлет“ е построена през 1852 г.

## Икономика
Тук се произвежда пастата за зъби Орал-Б.

## Спорт
Представителният футболен отбор на града носи името ФК Килдеър Каунти.

## Побратимени градове
- Бад Липшпринге, Германия